# 아히마아스

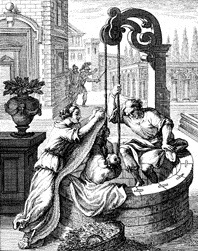
요한 크리스토프 바이겔의 1695년 작품으로 압살롬으로부터 숨은 요나단과 아히마아스. 이 목판화는 사무엘 하 17 : 17-21에 기록 된 사건을 묘사한다.

아히마아스(אחימעץ 'ăḥîma'aṣ, "내 형제는 상담가이다")는 대제사장의  사독의 아들이다.
그는 다윗 왕의 통치 기간(기원전 1000-962년경)에서 처음 나타난다. 압살롬의 반란시 그는 다윗에게 충성을 유지하고 예루살렘에서 압살롬의 계획에 관한 소식을 전함으로써 그를 도와 주었다 ( 사무엘 하 15 : 24-37; 17 : 15-21). 그는 빠르게 달려서 다윗에게 압살롬의 패배에 대한 소식을 전한 것은 처음이었지만 그의 죽음에 대해서는 언급하지 않았다 (삼상 18 : 19-33).
솔로몬 왕 (기원 970-930년경) 치하에서 아히마아스의 아버지 사독은 대제사장이되었다. 사독이 죽자 아히마아스는 그를 이어 받았다 ( 역대기 6 : 8, 53).
그는 솔로몬의 딸 중 한 사람인  베이스매스를 아내로 취했던 동일인으로 추정된다 (왕상 4:15). 그 후 이스라엘 왕 아하스는 아히마아스 대제사장의 딸들과 결혼했다.